# Távírónövény
A távírónövény (Codariocalyx motorius, Desmodium gyrans) egy különleges Ázsiából származó trópusi fa, ami a hüvelyesekhez tartozik. Ez a fa ugyanis mozog. Úgy mint a szemérmes mimóza (Mimosa pudica).

## Előfordulása
Ázsiából származik. nagymértékben él Banglades, Bhután, Kambodzsa, Kína, India, Indonézia, Laosz, Malajzia, Mianmar, Nepál, Pakisztán, Srí Lanka, Tajvan, Thaiföld és Vietnam területén.

## Megjelenése
Közepes termetű fa. Hosszúkás sötétzöld levelei és Kicsi lila virágai vannak.
Lila pillangósvirágai nagyon hasonlítanak az akácéra. Csakúgy mint hüvelyes termései.

## Mozgása
Hosszú levelei ha nincs napfény lekonyulnak de ha éri fény akkor egyből "felvidulnak". Zene hallatára és a fény mozgására levelei elkezdenek szemmel is jól láthatóan körkörösen mozogni. Innen ered a neve. De ha nincs fény és zene akkor a levelek ismét lekonyulnak.
Szobanövényként is tartják.
Magját nem könnyű beszerezni.

## Képek
|  |  |  |  |